# 橄榄绣眼鸟
橄榄绣眼鸟（学名：Zosterops olivaceus）是一种绣眼鸟科绣眼鸟属的鸟类，分布于留尼汪。

## 分类
1760年，法国动物学家马蒂兰·雅克·布里松基于波旁岛（今留尼汪）带到巴黎的一副标本，将对于留尼汪橄榄绣眼鸟的描述记载在他的《鸟类学》（Ornithologie）一书中，但布里松却错误地认为这副标本采集自马达加斯加。他使用法语名和拉丁语名称呼这种鸟。尽管布里松创造了拉丁学名，但该名称并不符合二名法体系，因而未被国际动物命名法委员会认可。1766年，瑞典自然学家卡尔·林奈在第十二版自然系统《自然系统》做出更新，增加了布里松之前描述的240个物种，其中之一就是留尼汪橄榄绣眼鸟。林奈简要描述了这种鸟，创造了二名法学名Certhia olivacea，并引用了布里松的工作。他继续使用布里松提供的模式地点——马达加斯加，而不是留尼汪。这种鸟现在被归类到绣眼鸟属，该一分类由自然学家尼古拉斯·艾尔沃德·维格和托马斯·霍斯菲尔德于1827年引入。目前没有被公认的亚种。其亲缘关系与毛里求斯绣眼鸟更近。

## 描述
橄榄绣眼鸟体长11厘米左右，体重在7.7–11·4克之间，背部为橄榄绿色，尾部为亮橄榄绿色，腹部为灰色，头部为黑色，眼周有一圈明显的白色羽毛，喙较长且略带弯曲，瞳孔为深棕色。雌雄个体没有明显的区别，幼鸟最初没有白色眼环，面部颜色均匀，其余羽毛为绿色。

## 栖息地
橄榄绣眼鸟很可能是180万年前从亚洲进入，比留尼汪灰绣眼鸟更早在马斯克林群岛定居，此时岛上并无专门吸食花蜜的鸟类，于是填补了此生态位。这种鸟居住于海拔500米至2500米之间的地带，常能在留尼汪国家公园或贝卢夫（Bélouve）森林中目击，目前有6.7万至10万只个体。其自然栖息地包括北方针叶林、热带亚热带灌木丛林和石楠荒原。

## 习性
橄榄绣眼鸟十分好动，常成对出现，偶尔也会聚成小群。在保卫开花树时很难忍受同类的存在，并且可能表现出攻击性。

### 迁徙
橄榄绣眼鸟属于垂直迁移，主要遵照植物开花的时间，三月至五月期间下降到较低海拔，但不会在低地广泛活动。气旋过后，花朵供应短缺，该物种可能会出现在平时看不到的地方。

### 食性
橄榄绣眼鸟的喙型特化，主要食蜜，罕有取食果肉和昆虫。最喜食一种开黄花的金丝桃Hypericum lanceolatum和某种苦参属的槐树Sophora denudata的花蜜，其他时间则前往低海拔区域取食其他花蜜。这种鸟还会吸食彗星兰属的Angraecum bracteosum的花蜜，通常落在叶子或花序上，并尝试那些“看起来新鲜”的花朵，最终能以很高的成功率为其授粉。

### 繁殖
橄榄绣眼鸟的繁殖行为发生于六、七月至一月之间。雌鸟在由树枝、绒毛和苔藓搭成的杯状巢中每次产下2到3枚淡蓝绿色卵。

### 鸣声
联络鸣叫为急促的“chip chip”声；尤其在花朵周围互动时，会发出一种断续的鸣叫；飞行时的鸣叫是“chuck chuck”。鸣唱则响亮而婉转，其中夹杂着“tu”和“tchip”的音节。橄榄绣眼鸟的鸣声与其他绣眼鸟有较大不同，而且缺少独特的清晨鸣唱。